# Agustín Villar Hernando
Agustín Villar Hernando (Zamora, 8 de juliol de 1982 - 26 de juliol de 2013) va ser un futbolista castellanolleonès, que ocupà la posició de migcampista.

## Trajectòria
Format al planter del Reial Valladolid, va arribar a debutar a la màxima categoria amb els val·lisoletans a la temporada 02/03, tot jugant un partit. Seria l'únic encontre que jugaria en lliga amb el Valladolid.
Sense continuïtat a l'equip blanc-i-violeta, el migcampista continua la seua carrera en equips de Segona B i Tercera: Vecindario, Guijuelo o Zamora CF, entre d'altres.
Va morir el 26 de juliol de l'any 2013 a causa d'un càncer que patia.